# Бенедикт Комяті
Бенедикт Комяті (угор. Komjáti Benedek; 1508 — після 1556) — основоположник угорської літератури ренесансу, еразміст, перекладач Біблії, перший угорський перекладач і видавець «Epistolae Pauli lingua hungarica donatae» (угор. «Az Zenth Paal leveley magyar nyelven», укр. «Послання Павла подані угорською мовою»).

## Діяльність
Походження прізвища Бенедикта Комяті достеменно невідоме. За однією з версій, воно походить від назви села Великі Ком'яти, де він міг народитися. За іншою інформацією, Комяті міг народитися в Нітрі.
У 1527—1529 роках навчався у Віденському університеті, який підтримував філософ-гуманіст Еразм Ротердамський, де познайомився з його вченням, якого згодом вірно дотримувався. Він покривав вартість навчання коштом своєї канонічної зарплати у Братиславі, але незабаром втратив це джерело прибутку.
1529 року, коли турки взяли в облогу Відень, він втік до Хуста, сім'ї Надашді, а з 1530 року працював у замку Нялаб при дворі Каталіни Франгепан, удови Габора Перені, вчителем Яноша Перені. Саме тут він почав перекладати листи святого Павла, які закінчив у 1532 році та видав їх у Кракові 1533 року на кошти Перені. Видання стало першою друкованою угорськомовною книжкою.
Про його подальше життя відомо дуже мало, лише у 1556 року його ім'я з'явилося серед купців Трнави. Дата його смерті невідома.

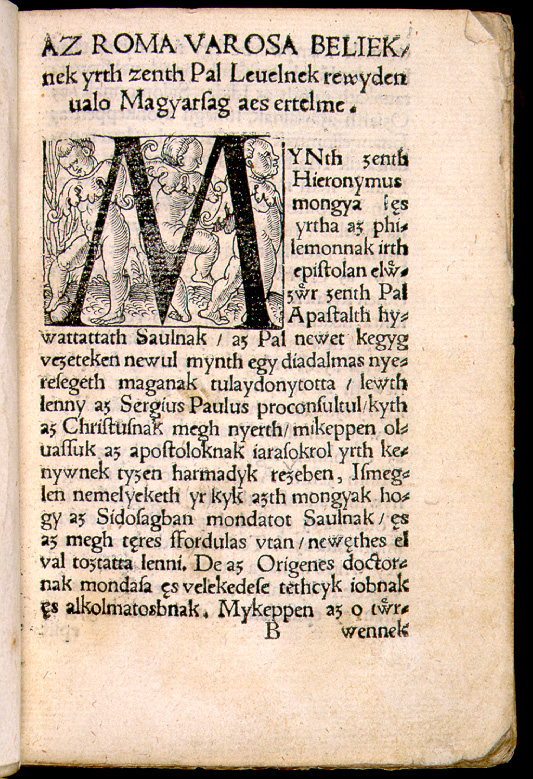
Сторінка з угорськомовного перекладу послань святого Павла
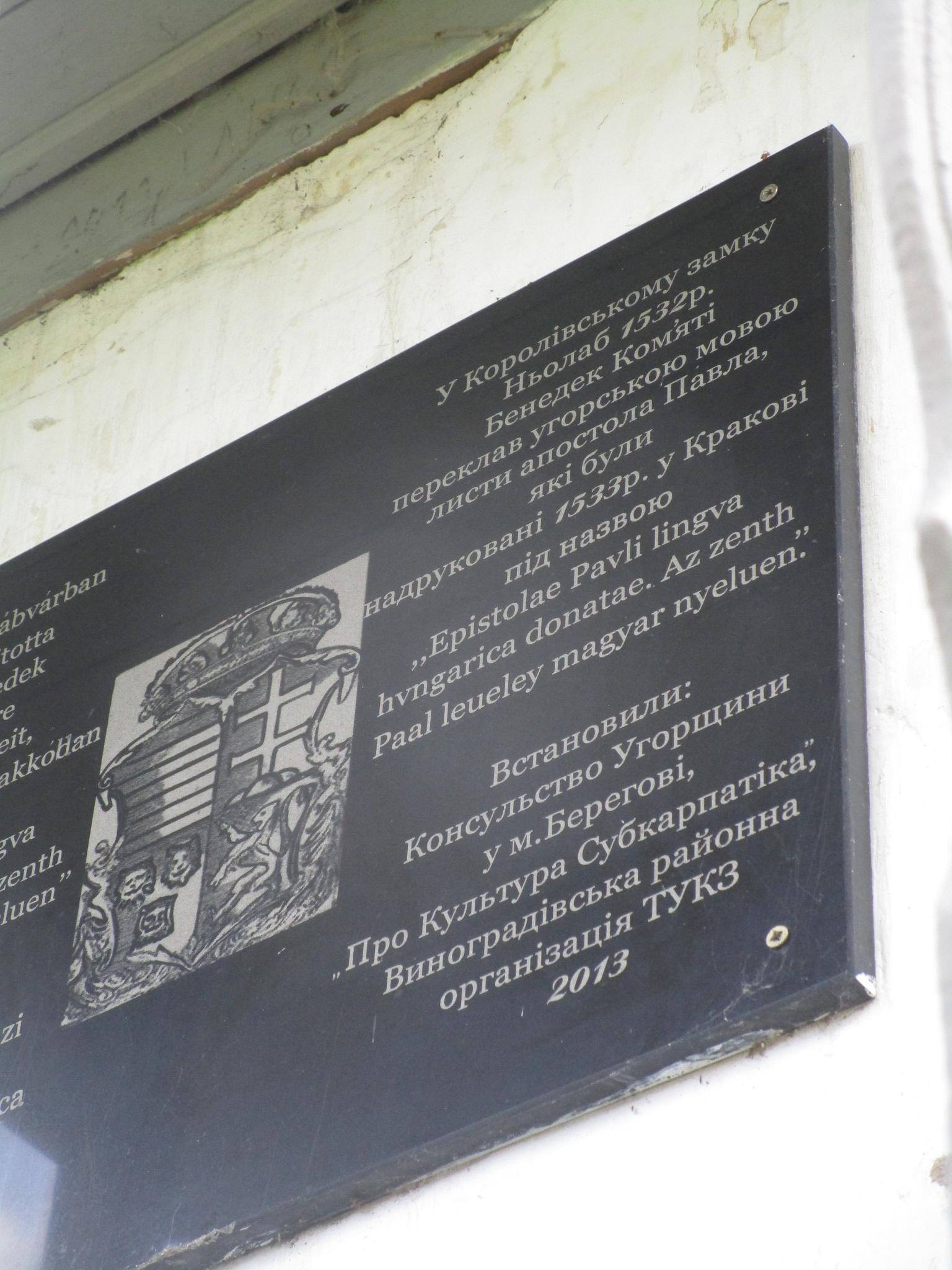
Пам'ятна таблиця українською та угорською мовами у замку Нялаб

## Творчість
- Epistolae Pauli lingua hungarica donatae.